# Leopolds Lēvenšteins
Leopolds Lēvenšteins (ros. Леопольд Левенштайн, Leopold Lewensztajn; ur. 13 grudnia 1893 w Rydze) – rosyjski lekkoatleta łotewskiego pochodzenia specjalizujący się w biegach sprinterskich, olimpijczyk.
Łotysz wziął udział w jednej konkurencji podczas V Letnich Igrzysk Olimpijskich w Sztokholmie w 1912 roku. Na dystansie 100 metrów odpadł w fazie eliminacyjnej, gdzie szóstym biegu eliminacyjnym, z nieznanym czasem, zajął miejsca 3-6.
Reprezentował barwy klubu Rīgas Unions.

## Rekordy życiowe
- bieg na 100 metrów – 11,2 (1912)